# Мінаміно Такумі
Такумі Мінаміно (яп. 南野 拓実, нар. 16 січня 1995, Ідзумі-Сано) — японський футболіст, правий вінгер французького «Монако» та національної збірної Японії.

## Клубна кар'єра
У дорослому футболі дебютував 2012 року виступами за команду клубу «Сересо Осака». Мінаміно зіграв у 62 матчах Джей-ліги, граючи разом з Дієго Форланом, до того як клуб у сезоні 2014 вилетів з вищого дивізіону. З сезону 2013 року був основним гравцем атакувальної ланки команди.

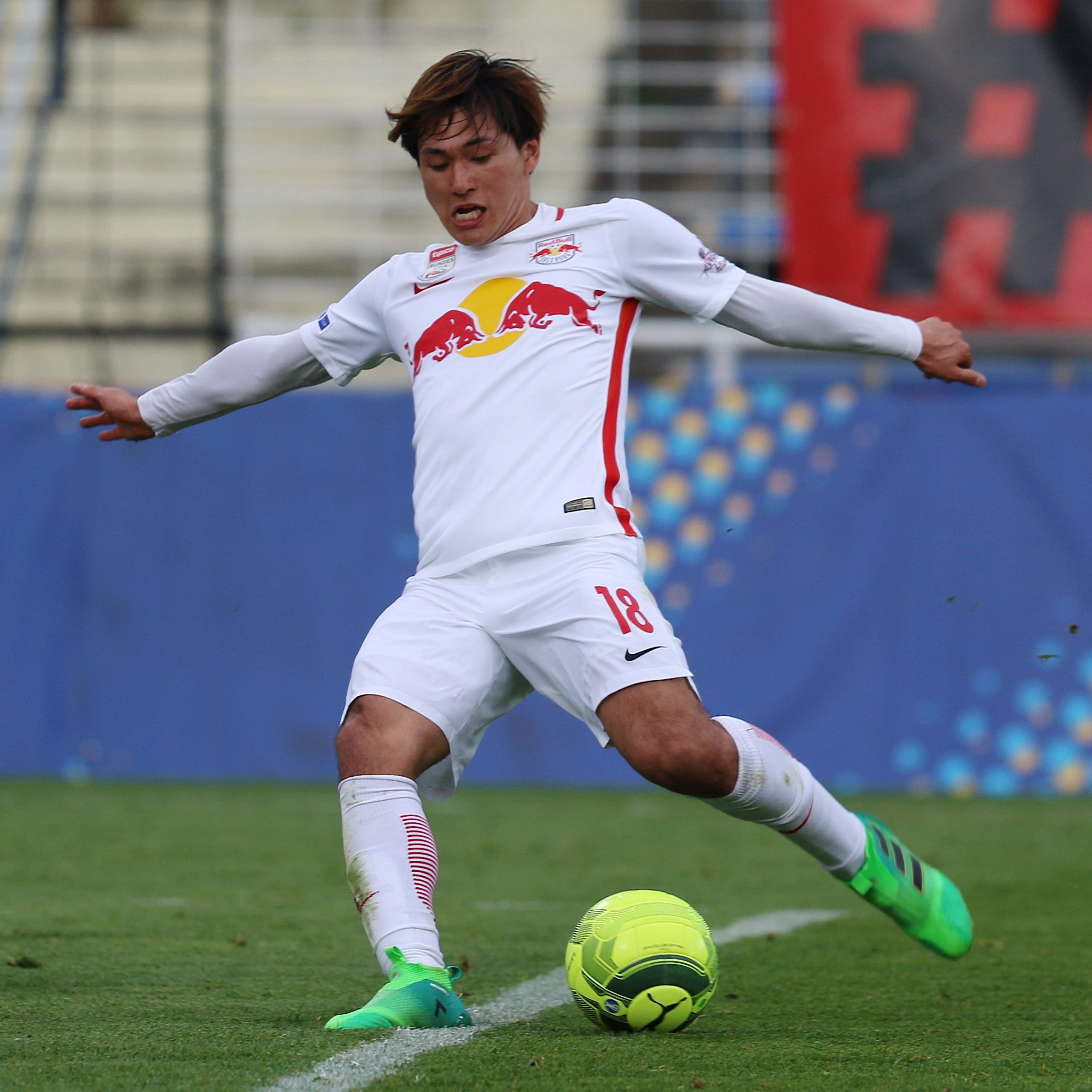
Такумі Мінаміно 2017 року.

7 січня 2015 року Мінаміно підписав контракт до 2018 року з умовою продовження ще на один із австрійським клубом «Ред Булл» (Зальцбург). Дебютував за «биків» 26 лютого у другому матчі 1/16 фіналу Ліги Європи проти іспанського «Вільярреала» (1:3), замінивши Феліпе Піреса. Відіграв за команду з Зальцбургу 46 матчів в національному чемпіонаті.
12 грудня 2019 року стало відомо, що в січні 2020 року Такумі перейде в «Ліверпуль». Мерсисайдський клуб заплатив за нього 7,25 мільйона фунтів стерлінгів. 5 січня 2020 року Мінаміно вже дебютував за «Ліверпуль», за його участі була отримана перемога в Кубку Англії над «Евертоном». Згодом 23 січня 2020 року Такумі дебютував у Прем'єр-лізі проти «Вулвергемптон Вондерерз», вийшовши на заміну замість Садіо Мане.  
29 серпня 2020 року Мінаміно забив свій перший офіційний гол за «Ліверпуль», це сталося у Суперкубку Англії проти «Арсеналу».
1 лютого Мінаміно на правах оренди приєднався до складу «Саутгемптона».

## Виступи за збірні
2010 року дебютував у складі юнацької збірної Японії. У її складі був учасником Юнацького (U-16) кубка Азії 2010 року, на якому з 5 голами став найкращим бомбардиром, а японці стали півфіналістами, кваліфікувавшись на Юнацький чемпіонат світу 2011 року, де також забив один гол, а Японія дійшла до чвертьфіналу. 2014 року забив 4 голи на Юнацькому (U-19) кубку Азії і допоміг команді дійти чвертьфіналу.
З 2012 року залучався до складу молодіжної збірної Японії, разом з якою став переможцем Молодіжного кубка Азії 2016 року, що дозволило японській збірній кваліфікуватись на Олімпійські ігри.
2016 року захищав кольори олімпійської збірної Японії на Олімпійських іграх 2016 року у Ріо-де-Жанейро.
13 жовтня 2015 року дебютував в офіційних іграх у складі національної збірної Японії в товариському матчі проти збірної Ірану (1:1), вийшовши на заміну на 87 хвилині замість Йосінорі Муто. Наразі провів у формі головної команди країни 2 матчі.

## Досягнення

### Клубні
- Чемпіон Австрії:

«Ред Булл»: 2014-15, 2015-16, 2016-17, 2017-18, 2018–19
- Володар Кубка Австрії:

«Ред Булл»: 2014-15, 2015-16, 2016-17, 2018–19
- Чемпіон Англії:

«Ліверпуль»: 2019-20
- Володар Кубка Футбольної ліги (1):

«Ліверпуль»: 2021-22
- Володар Кубка Англії (1):

«Ліверпуль»: 2021-22

### Збірні
- Переможець Молодіжного кубка Азії: 2016
- Срібний призер Кубка Азії: 2019

### Індивідуальні
- Найкращий бомбардир Юнацького (U-16) кубка Азії: 2010
- Найкращий новачок Джей-ліги: 2013
- 14 січня 2014 року було оголошено, що Мінаміно під час бігу по торговій вулиці Комагава встановив світовий рекорд Гіннеса за кількістю ударів долонею за хвилину, зробивши це 187 раз[9].